# Sukhothai (Königreich)

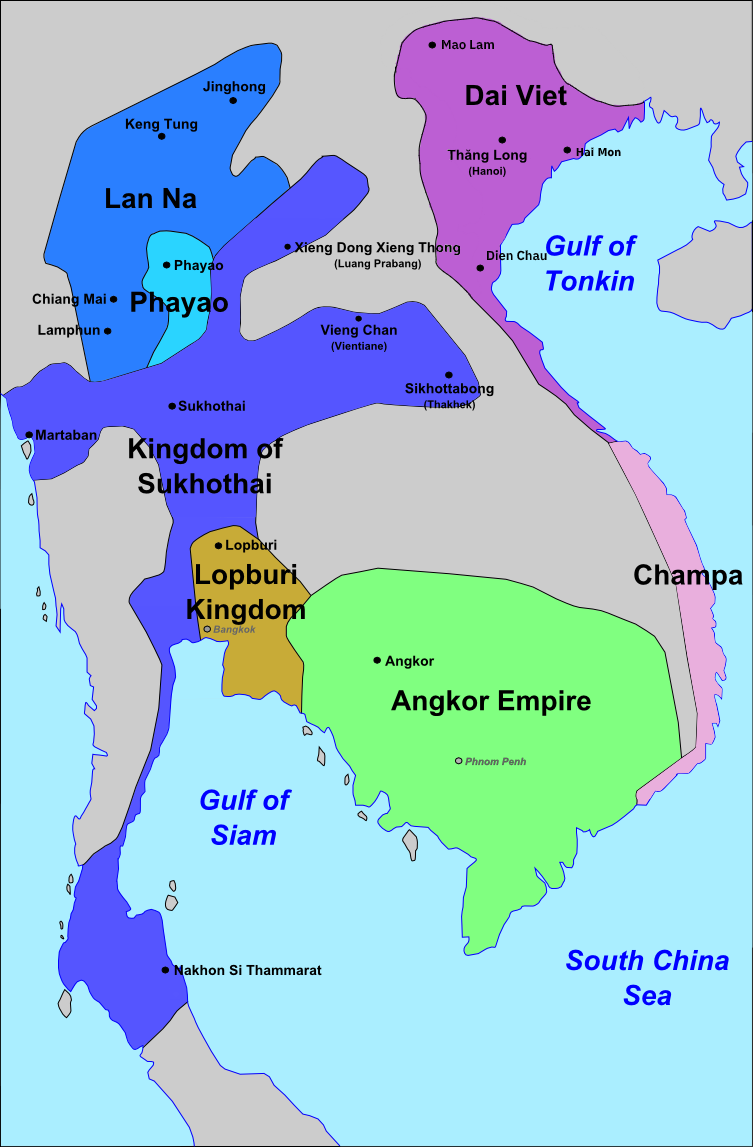
Ungefähre Ausdehnung von Sukhothais Einflussbereichs (blau-violett) laut der Ramkhamhaeng-Inschrift (1292). Ob die weiter entfernten Städte tatsächlich von Sukhothai beherrscht wurden oder nur enge Beziehungen mit ihm unterhielten, ist fraglich.

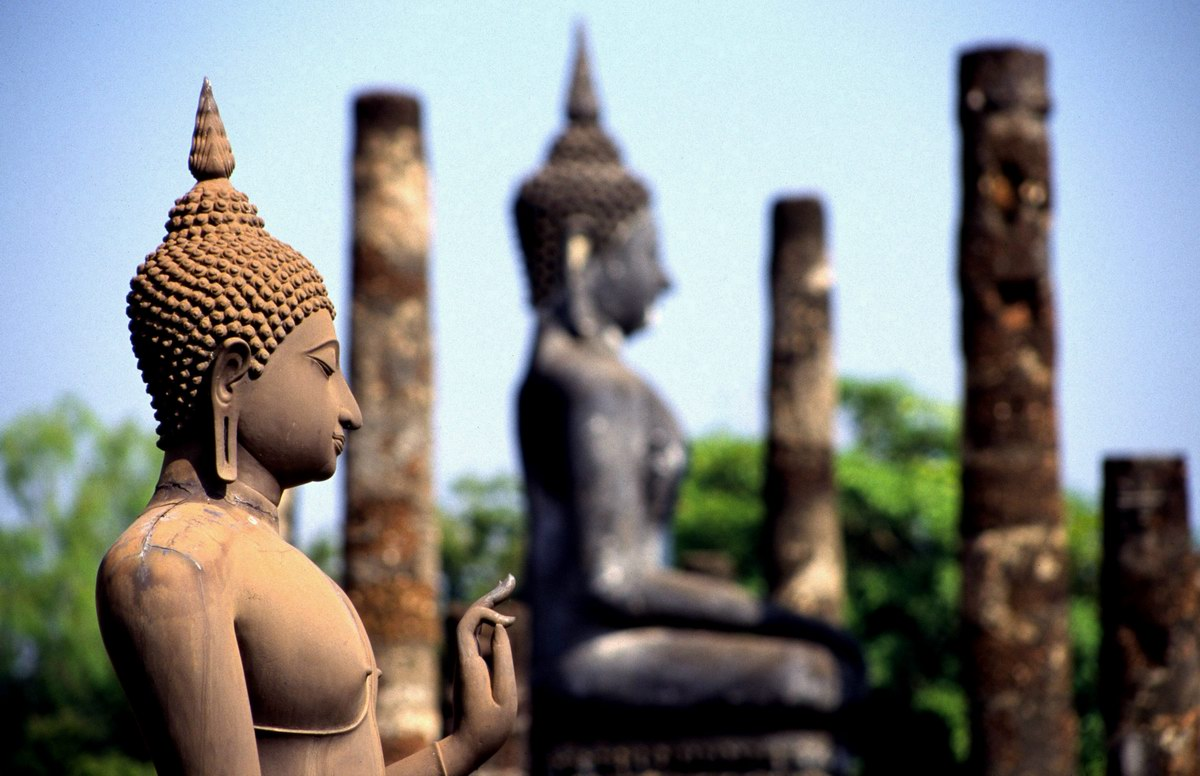
Buddhastatuen und Ruinen im Geschichtspark Sukhothai

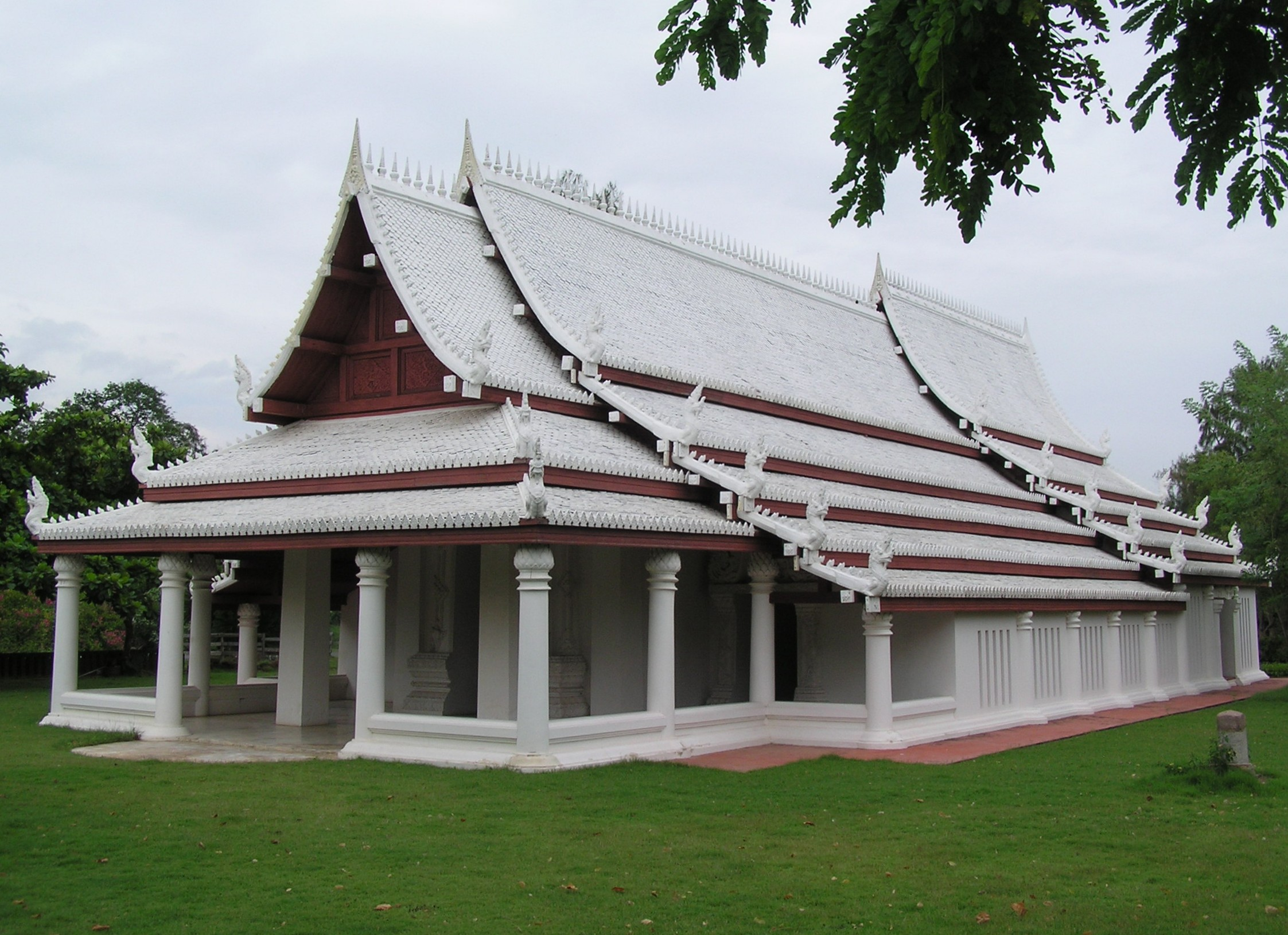
Königlicher Tempel im Sukhothai-Stil, Replik in Mueang Boran (Ancient City)

Sukhothai (Sanskrit Sukhodaya, „großes Wohlbehagen bewirkend“) war ein Königreich der Thai, das vom 13. Jahrhundert bis zum Beginn des 15. Jahrhunderts bestand. Sein Zentrum lag im nördlichen Chao-Phraya-Becken, am Übergang der heutigen Zentral- zur Nordregion Thailands. Auf seinem Höhepunkt (um 1300) umfasste das Einflussgebiet Sukhothais möglicherweise weite Teile des heutigen Thailands und einzelne Orte im heutigen Laos und Myanmar.

## Bedeutung
Sukhothai wird von den zeitgenössischen Thai als das erste thailändische Königreich angesehen. Wesentliche Grundlagen der thailändischen Kultur und Religion, Staats- und Gesellschaftsordnung entstanden in dieser Zeit. Die seit mehreren Jahrzehnten im Geschichtspark Sukhothai wieder zugänglichen Ruinen der alten Königsstadt bedeuten nicht nur vergangene politische, sondern gerade auch kulturelle und geistige Größe.
Die Sukhothai-Periode (13. und 14. Jahrhundert) wird als ein erster Höhepunkt in der thailändischen Kunstgeschichte angesehen. Die Buddhabildnisse aus dieser Phase gelten vielen als die schönsten und reizvollsten in Thailand.
Bedeutende Zeugnisse aus dem Königreich Sukhothai finden sich außer in der alten Hauptstadt auch in den Geschichtsparks von Si Satchanalai und Kamphaeng Phet. Gemeinsam zählen sie seit 1991 zum Weltkulturerbe der UNESCO.

## Geschichte

### Gründung
Bis zum 13. Jahrhundert waren weite Teile des südostasiatischen Festlands durch das Khmer-Reich von Angkor beherrscht. Spätestens um 1100 ist in dem Gebiet aber auch die Anwesenheit von Tai-Völkern belegt, die vermutlich von Norden hierher eingewandert waren. In einigen Fällen bedienten sich die Khmer-Herrscher Stammesfürsten der Tai als Gouverneure für überwiegend von Tai besiedelte Gebiete. Am Beginn der Geschichte Sukhothais als Königreich standen zwei solcher Gouverneure, Khun Bang Klang Thao (Hao) und Khun Pha Mueang, die gemeinsam die Oberherrschaft der Khmer abschüttelten. 1238 erklärte Khun Bang Klang Thao die Unabhängigkeit des Gebietes Sukhothai vom Khmer-Reich, gleichzeitig verweigerten sie die fälligen Tributzahlungen.
Khun Bang Klang Thao wurde als erster König des neuen Reiches ausgerufen und nannte sich Sri Indraditya. Die Khmer hatten keine Möglichkeit, entscheidend gegen das neue Königreich am westlichen Rand ihres Herrschaftsbereichs vorzugehen, da sie zu viele neue Bauprojekte begonnen hatten.
Das Volk war beeindruckt von den Fähigkeiten und dem Mut ihres neuen Königs. Sie gaben ihm deshalb den Beinamen Phra Ruang, was „ruhmvoller Fürst“ bedeutet. Dieser Beiname ging in der Folgezeit auf alle Könige von Sukhothai über. König Sri Indraditya und seine Königin, Nang Suang, hatten drei Söhne. Der älteste starb in jungen Jahren, der zweite hieß Ban Mueang und der dritte Sohn war Ramkhamhaeng. Nach dem Tod des Gründers wurde Ban Mueang der zweite Herrscher von Sukhothai, dem dann Ramkhamhaeng folgte.

### Hochphase unter Ramkhamhaeng

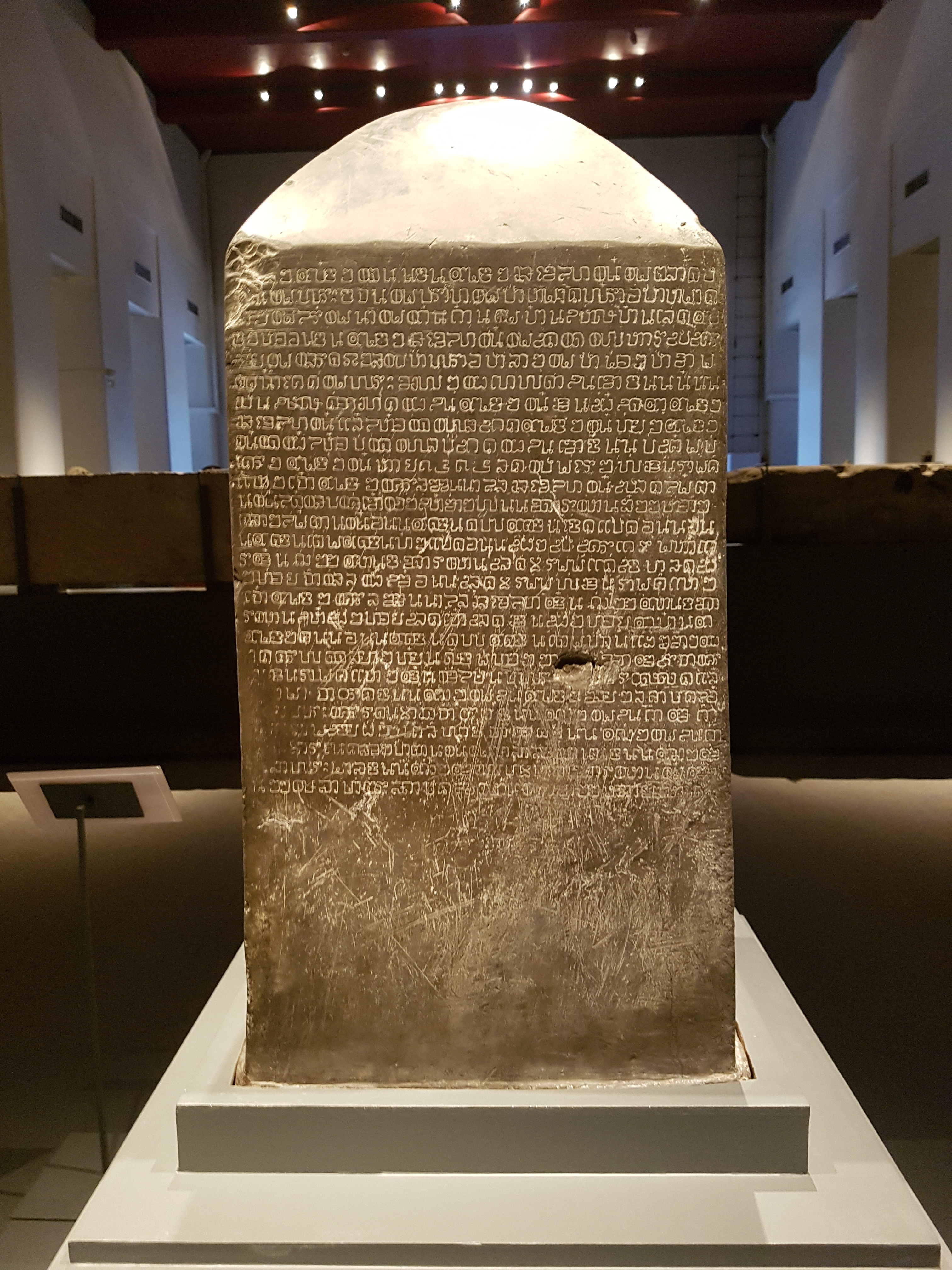
Silajaruek Pokhun Ramkhamhaeng, Nationalmuseum Bangkok

Die so genannte Silacharuek Sukhothai (Stein-Inschriften aus dem Königreich Sukhothai) sind Hunderte von Steinstelen, auf denen die Geschichte der Region aufgezeichnet wurde. Eine der wichtigsten Inschriften ist die Silacharuek Pho Khun Ramkhamhaeng (Stein-Inschrift von König Ramkhamhaeng). König Ramkhamhaeng soll hier zum ersten Mal das heute noch benutzte Thai-Alphabet aufgezeichnet haben, das aus Schriften der Mon und der Khmer gebildet worden war. Die Authentizität der Inschrift wird allerdings von der Geschichtswissenschaft seit den 1980er-Jahren bezweifelt. Auf dem ersten in dieser Schrift überlieferten Text heißt es über das Reich Sukhothai:

„Dieses Sukhothai ist gut. In den Gewässern gibt es Fische.
Auf den Feldern wächst der Reis. Wer mit Elefanten handeln
möchte, handelt. Wer mit Pferden handeln möchte, handelt.
Wer mit Gold und Silber handeln möchte, handelt.
Die Gesichter der Bürger leuchten.“

Ramkhamhaeng soll dieser Inschrift zufolge gerecht und mit Großzügigkeit seinem Volk gegenüber regiert haben. Er wird weniger als Monarch denn als Vater der großen Thaifamilie geschildert (pho khun, „väterlicher Herrscher“). So soll jeder Bürger, der berechtigte Anliegen hatte, die Möglichkeit gehabt haben, zum Palast zu kommen und eine eigens dafür eingerichtete Glocke erklingen lassen, um eine Audienz beim König zu erhalten. Ramkhamhaeng wird als sehr religiös dargestellt und soll das Volk dazu gebracht haben, seinem Beispiel zu folgen, regelmäßig einer Predigt beizuwohnen. Die Inschrift besagt, dass er Mönche aus Ceylon einlud, um den Theravada-Buddhismus von Sukhothai rein zu erhalten. Viele neue Tempelanlagen wurden errichtet, um die Buddha-Statuen im heute noch bekannten Sukhothai-Stil aufzunehmen.
In dieser Zeit mischten sich überlieferte Traditionen, Überzeugungen und gesellschaftliche Strukturen der ursprünglich animistischen und schriftlosen Tai-Völker mit kulturellen Elementen und Einflüssen der Theravada-buddhistischen Mon und der brahmanisch-hinduistischen Khmer. Diese Mischung prägte die kulturelle und soziale Identität der Thai während der folgenden Jahrhunderte und bis in die Gegenwart.
Im Norden hatten sich zwei andere Reiche von den Khmer losgemacht. Ramkhamhaeng unterhielt gute Beziehungen zu beiden. Das eine Reich, Lan Na, wurde geführt von König Mangrai, Phayao stand unter König Ngam Mueang. Die drei schlossen 1287 den „Drei-Königs-Vertrag“ (sanya sam kasat), in dem sie sich gegenseitigen Beistand gegen die Mongolen unter Kublai Khan versprachen. Gleichzeitig grenzten sie vermutlich ihre Interessensphären voneinander ab, um nicht gegenseitig in Konflikt zu geraten. Laut der ersten Steininschrift König Ramkhamhaengs von 1292 unterwarf er eine große Zahl von Stadtstaaten, die teilweise weit von Sukhothai entfernt waren, und machte sie zu Vasallen. Er gab an, dass sein Einflussgebiet bis Nan im Norden, Luang Prabang und Vientiane im heutigen Laos im Nordosten, Nakhon Si Thammarat im Süden und Martaban im heutigen Birma im Westen reichte. Ob die Inschrift wörtlich zu nehmen ist und diese Orte tatsächlich unter seiner Herrschaft standen, oder lediglich enge Beziehungen mit Sukhothai unterhielten, ist jedoch fraglich. Wenn überhaupt, so war die Oberherrschaft über diese Gebiete, wie es bei südostasiatischen „Reichen“ der Vormoderne die Regel war, ausschließlich durch persönliche Loyalität der lokalen Herrscher zu dem charismatischen und militärisch erfolgreichen Ramkhamhaeng bestimmt. Nach seinem Tod um 1298 fiel es unter seinem Sohn Loe Thai auf einen Radius von etwa 150 Kilometern um die Hauptstadt zurück.
Um 1345 entstand der Traibhumikatha (oder Traiphum Phra Ruang), eine bedeutende Darstellung der Kosmologie und Weltsicht der buddhistischen Thai. Es wird dem König Li Thai (r. 1347–1370) zugeschrieben.

### Niedergang und Erbe
1351 wurde in Zentralthailand mit Ayutthaya eine Stadt gegründet, die sich binnen recht kurzer Zeit ebenfalls zu einem bedeutenden Machtzentrum der Thai entwickelte. Viele lokale Fürstentümer, die zuvor als Vasallen von Sukhothai abhängig gewesen waren, wurden dies nun von Ayutthaya. Dadurch wurden die wichtigen Handelsrouten von Sukhothai zum Golf von Thailand abgeschnürt. Mehrere der frühen Könige von Ayutthaya, insbesondere diejenigen aus der Suphannaphum-Dynastie, verbanden sich durch Heiratsallianzen mit dem Königshaus von Sukhothai. So waren Borommaracha I. (Pha-Ngua), Intharacha (Nakhon In) und Borommaracha II. (Chao Sam Phraya) jeweils mit Prinzessinnen aus Sukhothai verheiratet, im Gegenzug vermählte sich der Sukhothai-König Mahathammaracha II. mit einer Prinzessin aus Ayutthaya. 1378 wurde auch Sukhothai selbst zu einem Vasallen des neuen Königreichs. Unter König Mahathammaracha III. (Sai Lüthai) erlangte es um 1400 noch einmal die Unabhängigkeit und konnte seine einstmalige Vormachtstellung im nördlichen Chao-Phraya-Becken wiederherstellen. 1412 wurde es jedoch von Ayutthaya erneut zum Vasallen degradiert. Der letzte König, Mahathammaracha IV. (r. 1419–1438), verlegte die Hauptstadt 1430 nach Phitsanulok.
Nach dem Tod Mahathammarachas IV. im Jahr 1438 sandte Ayutthayas König Borommaracha II. (der durch seine Mutter selbst aus der Dynastie von Sukhothai stammte) seinen Sohn Ramesuan (den späteren König Borommatrailokanat) nach Phitsanulok, um als „Vizekönig“ über das Gebiet des bisherigen Königreichs Sukhothai zu herrschen. Dieses wurde damit vollends Bestandteil des Königreichs Ayutthaya. Das einstige Königreich Sukhothai ging aber nicht einfach in Ayutthaya auf, sondern die beiden Traditionen verschmolzen in der Folgezeit. Die Kriegskunst, Verwaltungsstruktur, Architektur, religiöse Praxis und Sprache Sukhothais hatten großen Einfluss auf diejenigen Ayutthayas. Da Ayutthaya noch keine zentralisierte Verwaltung hatte, behielten die vormals zum Kernland von Sukhothai gehörenden Stadtstaaten, die nun „Nordprovinzen“ (Müang Nüa) genannt wurden, eine gewisse Eigenständigkeit. Sie wurden von lokalen Aristokraten verwaltet, die ihre Abstammung teilweise auf die Könige von Sukhothai zurückführten. Der wichtigste dieser Stadtstaaten war inzwischen Phitsanulok, die einstige Hauptstadt Sukhothai hatte stark an Bedeutung verloren. Die früheren Eliten von Sukhothai verbanden sich durch Heiratsallianzen mit denen von Ayutthaya. Häufig dienten Militärs aus dem Norden als Heerführer, weil sie für eine härtere Militärtradition bekannt waren.
Von 1456 bis 1474 war das vormalige Gebiet Sukhothais Gegenstand eines Krieges zwischen dem südlich gelegenen Ayutthaya und dem nördlichen Tai-Reich Lan Na, aus dem Ayutthaya als Sieger hervorging. Phitsanulok fungierte in dieser Zeit neben Ayutthaya als „zweite Hauptstadt“, weshalb zeitgenössische portugiesische Händler die beiden als „Zwillingsstaaten“ beschrieben. Der aus der Elite des Sukhothai-Reiches hervorgegangene Adel der Nordprovinzen spielte oftmals die Rolle des Königsmachers in Ayutthaya. Im Jahr 1569 wurde Maha Thammaracha König von Ayutthaya. Er war zuvor Gouverneur von Phitsanulok und Vizekönig der Nordprovinzen gewesen und nahm in Anspruch, von der Phra-Ruang-Dynastie der Könige von Sukhothai abzustammen.

## Liste der Könige
| Rangfolge | Beginn  | Ende    | Name                                 | Thai                                                                                    | Bemerkungen                                                                            |
| --------- | ------- | ------- | ------------------------------------ | --------------------------------------------------------------------------------------- | -------------------------------------------------------------------------------------- |
| 1         | 1238(?) | 1270(?) | Sri Indraditya                       | Pho Khun Si Intharathit พ่อขุนศรีอินทราทิตย์                                                  |                                                                                        |
| 2         | 1270(?) | 1279    | Ban Mueang                           | Pho Khun Ban Mueang พ่อขุนบานเมือง                                                         | Sohn des Vorgängers                                                                    |
| 3         | 1279    | 1298    | Ramkhamhaeng                         | Pho Khun Ramkhamhaeng Maharat พ่อขุนรามคำแหงมหาราช                                        | Bruder des Vorgängers; angeblicher Verfasser der Inschrift Nr. 1                       |
| 4         | 1298    | 1346    | Loe Thai                             | Phaya Loe Thai พญาเลอไท                                                                 | Sohn des Vorgängers                                                                    |
| 5         | 1346    | 1347    | Ngua Nam Thum                        | Phraya Ngua Nam Thum พระยางั่วนำถุม                                                        |                                                                                        |
| 6         | 1347    | 1370    | Li Thai oder Maha Thammaracha I.     | Phra Maha Thammaracha I. พระมหาธรรมราชาที่๑ oder Phraya Lue(/Li) Thai พระยาลือไทย (พญาลิไท) | Sohn von Loe Thai; angeblicher Verfasser des Traibhumikatha                            |
| 7         | 1370    | 1398    | Maha Thammaracha II.                 | Phra Maha Thammaracha II. พระมหาธรรมราชาที่๒                                              | Sohn des Vorgängers, ab 1378 Vasall von Ayutthaya                                      |
| 8         | 1398    | 1419    | Sai Lue Thai (Maha Thammaracha III.) | Phra Maha Thammaracha III. พระมหาธรรมราชาที่๓ oder Phaya Sai Lue Thai พญาไสสือไทย          | Sohn des Vorgängers, stellte Unabhängigkeit und Vorherrschaft vorübergehend wieder her |
| 9         | 1419    | 1438    | Maha Thammaracha IV.                 | Phra Maha Thammaracha IV. พระมหาธรรมราชาที่๔ oder Borommapan บรมปาล                       | Sohn des Vorgängers, erneut als Vasall Ayutthayas                                      |

| Ab 1438 war Sukhothai Teil des Königreiches Ayutthaya. |

## Weiterführende Literatur
- Betty Gosling: A Chronology of Religious Architecture at Sukhothai. Late Thirteenth to Early Fifteenth Century. Silkworm Books, Chiang Mai 1998.
- Volker Grabowsky: Kleine Geschichte Thailands. C.H. Beck, München 2010, ISBN 978-3-406-60129-3. Kapitel „Sukhothai: Beginn siamesischer Staatlichkeit“, S. 32–36.
- Dawn Rooney: Ancient Sukhothai. Thailand's cultural heritage. River Books, Bangkok 2008.
- Carol Stratton, Miriam McNair Scott: The Art of Sukhothai. Thailand's Golden Age. Oxford University Press, Kuala Lumpur, 1981, 1987.
- David K. Wyatt: Thailand. A Short History. 2. Auflage. Silkworm Books, Chiang Mai 2004, ISBN 974-9575-44-X. Abschnitt „The Siamese, Sukhothai and the South“, S. 39–49.